# Christian Shephard
Dr. Christian Shephard er en fiktiv person i den amerikanske tv-serie Lost, spillet af John Terry.

## Baggrund

### Personlighed
Som set i "White Rabbit" har Christian opdraget Jack disciplinært og med høje forventninger. Han fortæller i samme afsnit, at han havde opereret en dreng, der senere afgik ved døden, og så snart Christian var hjemme igen, kunne han alligevel hygge sig og grine. Han bruger dette eksempel overfor Jack til at statuere at Christian selv har "hvad der skal til," mens Jack ikke har. I "All the Best Cowboys Have Daddy Issues" påstår han at den hårde opdragelse er grunden til at Jack er den mest lovende kirurg i Los Angeles.

## Biografi

### Før øen
Christian startede to familier – en i Sydney, Australien og en Los Angeles, USA. Christian viste sig aldrig igen overfor sin datter i Sydney, der senere skal vise sig at være Claire. I stedet koncenterede han sig om sit job som chefkirurg i L.A. og om den hårde opdragelse af Jack. Da Jack en eftermiddag kommer hjem med et blåt øje, fortæller Christian ham, at han ikke hvad der skal til, og at han ikke altid skal prøve at redde alle.
Efter han indser sit alvorlige alkoholproblem, starter han i AA. Problemet genopstår i en sådan grad, at det har døden til følge, da Jack beskylder ham for at være sammen med sin ekskone og overfalder ham. Det er herefter Christian rejser til Sydney i Australien og lader livet.
I "Theough the Looking Glass" flashforward siger Jack til overlægen, at hvis Christian er mere fuld end han selv er, så er det okay at overlægen fyrer Jack. If. tidligere begivenheder er Christian død på dette tidspunkt, og episoden kan derfor være forårsaget af Jacks berusede tilstand.

### På øen
På øen ser blandt andre John Locke (Terry O'Quinn) og Hugo "Hurley" Reyes (Jorge Garcia) Christian som budbringer for den mystiske Jacob, og bringer desuden Claire Littleton (Emilie de Ravin) med sig væk fra sin gruppe.

## Trivia
- Første gang Christian ses på øen, er han ikke spillet af John Terry. Han har dog ingen replikker og ses kun på afstand.[3].

## Fodnoter
1. ↑  Lost: 
"The Beginning of the End" (Sæson 4, afsnit 1). Manuskript af Damon Lindelof & Carlton Cuse.  Broadcasted første gang på American Broadcasting Company den 31. januar 2008.
2. ↑  Lost: 
"Cabin Fever" (Sæson 4, afsnit 11). Manuskript af Elizabeth Sarnoff & Kyle Pennington.  Broadcasted første gang på American Broadcasting Company den TBA.
3. ↑  Lost: Kommentarspor til:
"Walkabout" (Sæson 1, afsnit 4). Manuskript af David Fury.  Broadcasted første gang på American Broadcasting Company den TBA.